# Chalid Chalaf
Chalid Ahmad Chalaf Matar, Khaled Ahmad Khalaf Matar (arab. خالد أحمد خلف مطر, ur. 15 sierpnia 1983 w Kuwejcie) – kuwejcki piłkarz grający na pozycji napastnika w kuwejckim Al-Arabi SC. Trzydziestokrotny reprezentant Kuwejtu.

## Kariera klubowa
Karierę klubową Chalaf rozpoczął w 2004 roku w Al-Arabi SC i gra w tym klubie przez całą, swoją dotychczasową karierę. Największym sukcesem Chalafa w barwach Al-Arabi jest zdobycie Superpucharu Kuwejtu w sezonie 2012/2013.

## Kariera reprezentacyjna
W reprezentacji Kuwejtu zadebiutował w 2008 roku. Wraz z kolegami wystąpił na Pucharze Azji 2011, jednak tam Kuwejt przegrał wszystkie mecze grupowe i nie awansował do ćwierćfinału. Na razie w 30 meczach reprezentacji Kuwejtu zdobył 13 bramek (stan na 27.02.2013).